# Descanso (California)
Descanso es un área no incorporada ubicada del condado de San Diego en el estado estadounidense de California. La localidad se encuentra ubicada al este del Bosque Nacional Cleveland. El área fue gravemente dañada por los incendios forestales en California de octubre de 2003.